# Cynometra ulugurensis
Espèce
Statut de conservation UICN

 EN C2b, D : En danger
Cynometra ulugurensis est une espèce de plantes à fleurs de la famille des Fabaceae.

## Publication originale
- Botanische Jahrbücher für Systematik, Pflanzengeschichte und Pflanzengeographie 53: 461. 1915.